# Папська держава
Па́пська держа́ва або Пáпська óбласть (італ. Stato Pontificio, Regione Pontificio) — у 756—1870 роках теократична держава в Центральній Італії, зі столицею в Римі. Очолювалася Папою Римським, земним головою Христової Католицької Церкви. Одна з головних італійських держав середньовіччя і нового часу. Постала у VIII ст. внаслідок занепаду в Італії влади Східної Римської імперії, посилення Франкської імперії, збільшення авторитету й ефективного урядування пап в Римі. У часи пізнього середньовіччя і ренесансу була найпотужнішою силою в Середній Італії. В добу свого зеніту займала регіони Лаціо, Марке, Умбрію, Романью і частину Емілії. 1861 року завойована Італійським королівством, за винятком Лаціо. 1870 року припинила існування: втратила і Лаціо, і Рим окрім частини за Леонінським муром (Ватикану). За умовами Латеранського договору 1929 року між Італією і Святим Престолом було визнано суверенітет папства над Ватиканом.

## Назва
- Па́пська держа́ва (лат. Dicio Pontificia; італ. Stato Pontificio)
- Церковна держава (італ. Stato della Chiesa, італійська вимова: [ˈstaːto della ˈkjeːsa]; лат. Status Ecclesiasticus[2] — офіційна назва.
- Папська область
- Церковна область
- Патримоній Святого Петра (лат. Patrimonium Sancti Petri, італ. Patrimonio di San Pietro)

Ще у III—IV століттях всі єпископи християнської церкви називали себе папами (від грецьк. «папас» — батько). З V ст. назва папа закріпилася за єпископом Рима, влада якого посилювалася в зв'язку з розпадом Західної Римської Імперії, і він став главою церкви на Заході.

## Історія

### Заснування
Для християн Рим набув значення у зв'язку з тим, що, за свідченнями, саме там 67 року був розп'ятий та похований апостол Петро. Імператор Костянтин, затвердивши «церковний мир», збудував на Ватиканському пагорбі базиліку на честь святого Петра. До цього Костянтин оселив папу Мільтіада на Латеранському пагорбі, де від того часу почали жити папи. Після бунту Лаврентія, коли папа Симах змушений був залишити Латеранський пагорб, він вирішив облаштуватися зі своїм двором на Ватиканському пагорбі, таким чином ставши засновником комплексу, який нині називають Ватикан.

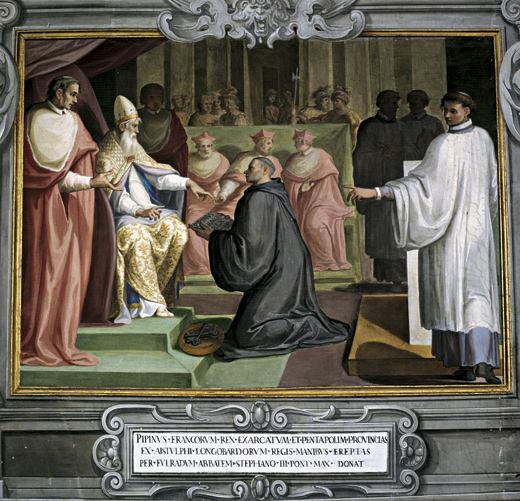
Папа Римський Стефан II (752—757)

Король Карл Великий, який успадкував від свого батька Піпіна Короткого титул патриція і протектора римлян, почав відвідувати місто Рим як протектор, а пізніше як імператор і разом з папами Адріаном I і Левом III розпочав будівництво і реконструкцію релігійних споруд на Ватиканському пагорбі.

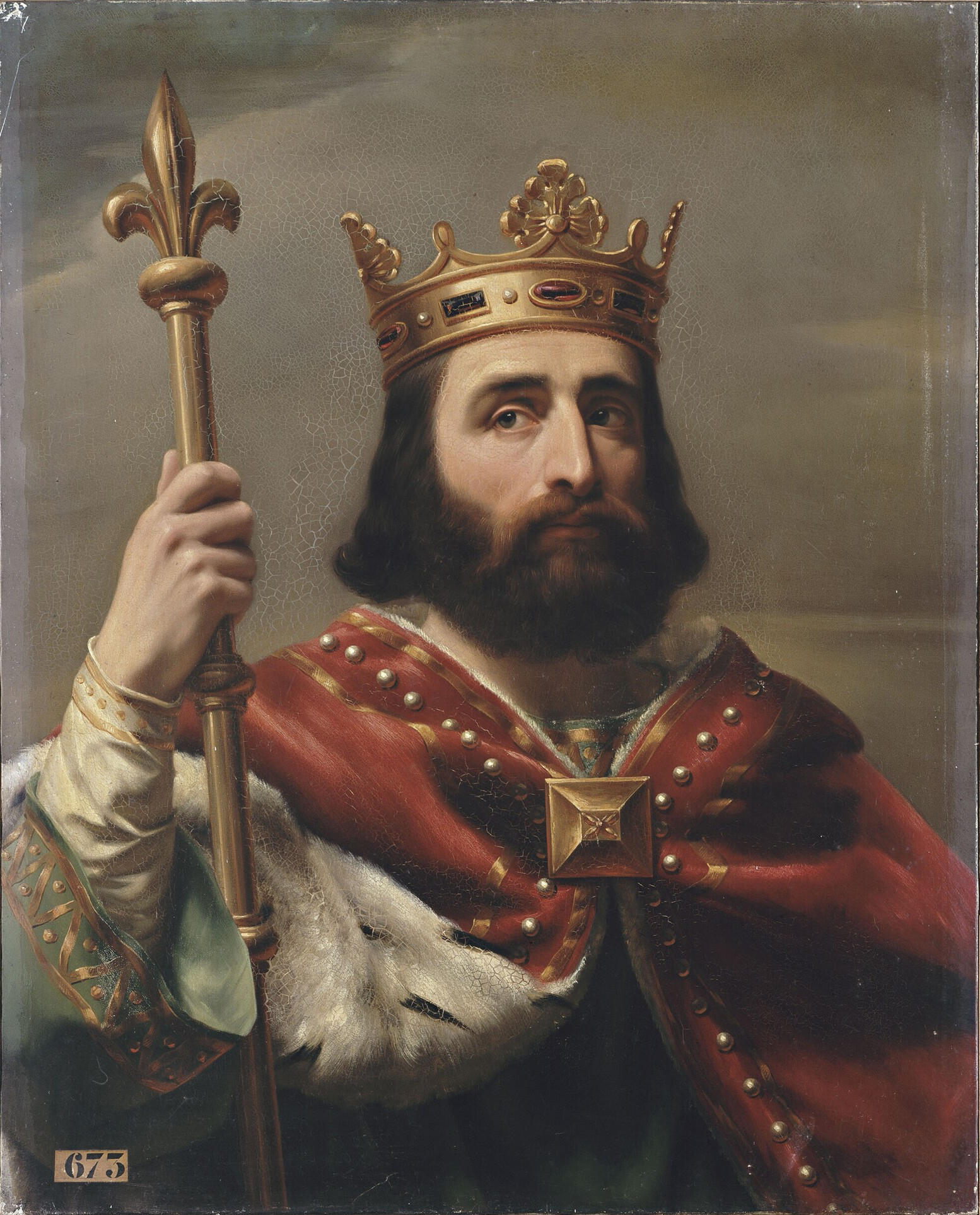
Король франків Піпін III Короткий (751—768)

У VI ст. Папа Римський почав контролювати дії світських влад і в Римі, і в його околицях, а 756 року франкський король Піпін, розбивши лангобардів, які володіли Італією, віддав папі територію в середній Італії — Римське герцогство. Папа освячував владу франкських королів, вони ж допомагали йому зміцнити духовну і світську владу в Римській області. Таким чином, вони заснували папську державу в 781 року.
Лев IV оточив весь затибрський Рим муром з допомогою імператора Лотара I та пожертвувань всього християнського світу. Роботи були розпочаті 848 року і завершені 852 року. Було споруджено потужну фортецю зі стінами висотою 12 метрів.

### Відносини зі Священною Римською імперією

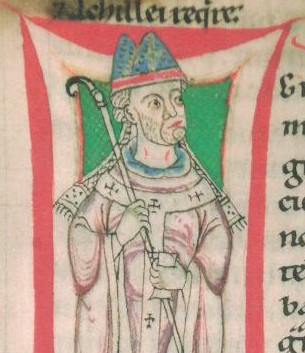
Папа Римський Григорій VII (1073 — 1085)

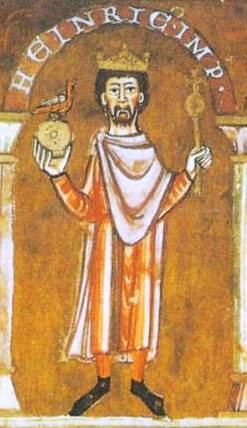
Імператор Священної Римської імперії Генріх IV (1084 - 1106)

Починаючи з XI сторіччі між імператором Генріхом IV і Папою Григорієм VII відбувалося протиборство за право призначати єпископів (інвеститура).
Це був найзначніший конфлікт між церквою й світською державою в середньовічній Європі, наслідком якого стало розділення повноважень при призначенні духовенства між церквою (духовна інвеститура) і світською владою (світська інвеститура).
Протистояння тривало близько 50 років, поступово послабляючи верховну владу імператорів Салічної династії в Священній Римській імперії. Завершилося воно Вормським конкордатом. Згодом Генріх IV був двічі відлучений від церкви, через що спершу був змушений нібито покаятися перед папою, а згодом вигнав його силою з Рима. В наслідок цього протистояння значно посилилися великі князі й абати. Це завдало непоправного удару цілісності Священної Римської імперії як держави, від якого вона так і не змогла оговтатися аж до Об'єднання Німеччини в XIX сторіччі.
24 жовтня 1273 року Рудольф I Габсбург був коронований в Аахені. З самого початку свого правління як короля Німеччини, Рудольф Габсбург зайнявся укріпленням центральної влади після десятилітньої анархії. Йому вдалось завоювати визнання папи римського Григорія X ціною відмови в 1274 році від претензій німецьких королів на владу в Італії та престол Сицилії. Він також обіцяв організувати новий хрестовий похід. Рудольф I так ніколи й не коронувався імператором Священної Римської імперії, віддаючи перевагу співробітництву з папою перед італійськими авантюрами.

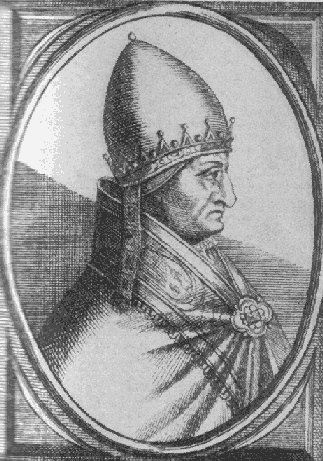
Папа Римський Григорій X (1271—1276)

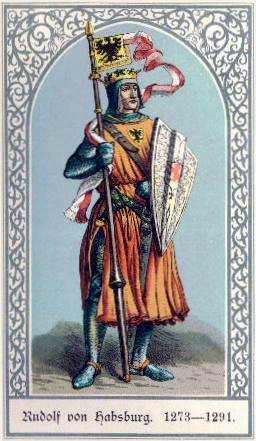
Імператор Священної Римської імперії Рудольф I Габсбург (1273 - 1291)

### Авіньйонський полон пап
Авіньйонський період в історії папства мало скидався на справжній полон, відповіднішим визначенням є тісне співробітництво пап з сильними французькими королями та їхня певна підлеглість французькій короні. Усі папи та більшість кардиналів цього періоду були французами. Багато хто з кардиналів свого часу служив при королівському дворі: папи виконували важливі дипломатичні місії для французьких королів, були виконавцями їхньої волі.
Папство за час авіньйонського полону втратило колишнє значення в політичному житті Європи, однак воно помітно посилилося як внутрішньо-церковний інститут. Єпископи та абати вже не обиралися місцевим духовенством, а призначалися папами. Значно збільшилися доходи папської скарбниці, було створено центральний фінансовий орган папської адміністрації. За допомогою великого бюрократичного апарату папи контролювали усі сфери церковного життя.
Передумовою Авіньйонського полону пап стала політична перемога Філіппа IV Красивого над папою Боніфацієм VIII, який претендував на підпорядкування світських правителів своїй владі. Король з допомогою італійських феодалів захопив у полон Боніфація VIII і зумів добитися обрання на папський престол свого ставленика Климента V.
У березні 1309 року папський двір після чотирирічного перебування в Пуатьє переїхав до Авіньйона, міста, яке на той час належало неаполітанському королю і було куплене папою лише в 1348 році.
Підпорядкування Климента V французькому королю виявилося серед іншого в розпуску ордену тамплієрів (В'єнський собор 1311—1312 років). В період Авіньйонського полону пап ще більш зріс податковий гніт папської курії, особливо за Іоанна XXII. Величезні кошти, отримані від продажу церковних посад, торгівлі індульгенціями, збору хрестоносної десятини, аннатів та іншого, а також доходи від ювілейних років йшли на утримання розкішного папського двору, збагачення родичів пап та підкуп кардиналів. Боротьба в 1317—1347 роках Людовіка Баварського, якого підтримав Марсілій Падуанський з папами Іоанном XXII, Бенедиктом XII та Климентом VI, зростання національної опозиції в Англії (виступи Вікліфа з 1366 року) та інших країнах сприяли втраті папством політичного значення.
Ослаблення Франції в ході Столітньої війни стало однією з передумов звільнення папства з Авіньйонського полону. Повна анархія в Папській області, захоплення значної її частини окремими феодалами та містами, економічний занепад Риму, народні бунти вимагали повернення пап до Риму. Після невдалої спроби використати в своїх цілях повстання Кола ді Рієнци в 1347 році, папи спершу тимчасово в 1367—1370, а потім остаточно в 1377 році повертаються до Риму. Втім, повернення не призвело до покращення справ папства — в 1378 році розпочався так званий «Великий розкол».

### Відродження
За доби Відродження папа Миколай V побудував більшу частину Ватиканського палацу і заклав підвалини Ватиканської бібліотеки. Миколая V вважають першим папою-гуманістом. За вісім років свого господарювання в Ватикані, Миколай V пристрастно займався збором античних рукописів і будівництвом. Папа оточив себе грамотіями і бібліотекарями, писцями, що копіювали античні рукописи і агентами, що купували нові. Ще за часів перебування у Флоренції, де раніше за всіх склався видатний художній центр всієї Італії, майбутній папа закохався у флорентійський живопис. Він даватиме замови двом відомим флорентійським художникам — Фра Анджеліко та П'єро делла Франческа. Джорджо Вазарі, який ніколи не бачив папу Миколая V, згадував того в життєписах Фра Анжеліко, П'єро делла Франческа, будівничого Бернардо Росселіно, Леон-Батіста Альберті. Саме папі Миколаю V належить ідея побудови нового і величного Собору Святого Петра, яка не помре з папою, а буде надихати декількох послідовників пап і найкращих архітекторів Італії майбутні 150—180 років.
Пізніше Сікст IV збудував Сикстинську капелу. За його ініціативою в Римі відкрився перший у світі публічний музей — Капітолійський. У 1478 році Сикст IV визначив недійсним декрет Констанцького собору, який визначав перевагу рішень соборів перед папськими декретами.
Олександр VI розв'язав конфлікт між Іспанією та Португалією, який стосувався їхніх колоніальних володінь — 4 травня 1493 видав буллу, яка поділила нововідкриті землі (фактично увесь світ поза Європою) між цими країнами.

Папської області у 1850 році: Романья, Марке, Умбрія, Лаціо та Кампанія

В квітні 1506 року Юлій II заклав перший камінь сучасного Собору Святого Петра. Під час його понтифікату у 1512 році були нарешті завершені та відкриті для огляду фрески Мікеланджело Буонарроті у Сикстинські капелі. Цей же митець створив надгробок для Юлія ІІ та і прекрасний купол Собору Святого Петра. У 1508—1512 апартаменти пап прикрашає ще один знаменитий художник Рафаель Санті. До епохи Сікста V будівництво палацу і собору було завершене, і пізніше папам довелося лише прибудовувати бібліотеки, музеї тощо. Як і у інших володарів Епохи Відродження у Юлія ІІ перепліталися власні, державні інтереси та меценатство. Його політика була направлена як на відвоювання областей втрачених Олександром VI так і на посилення Папської держави.
На початку свого понтифікат Юлій II у посадив у в'язницю Цезаре Борджія. Щоб відвоювати території втрачені Олександром VI приєднується до союзу укладеного Луї XII та імператором Священної Римської імперії Максиміліаном І 10 грудня 1508 року в Камбре проти Венеції. Так була утворена Камбрейська ліга до якої приєднався теж Фернандо II Арагонський, що зменшила вплив Венеції на півночі Італії. Поразка венеційських військ у битві під Агнаделло 15 травня 1509 році поставило під питання силу Венеційської республіки. У 1510 р. Юлій ІІ забрав регіон Романья у Венеційської республіки.

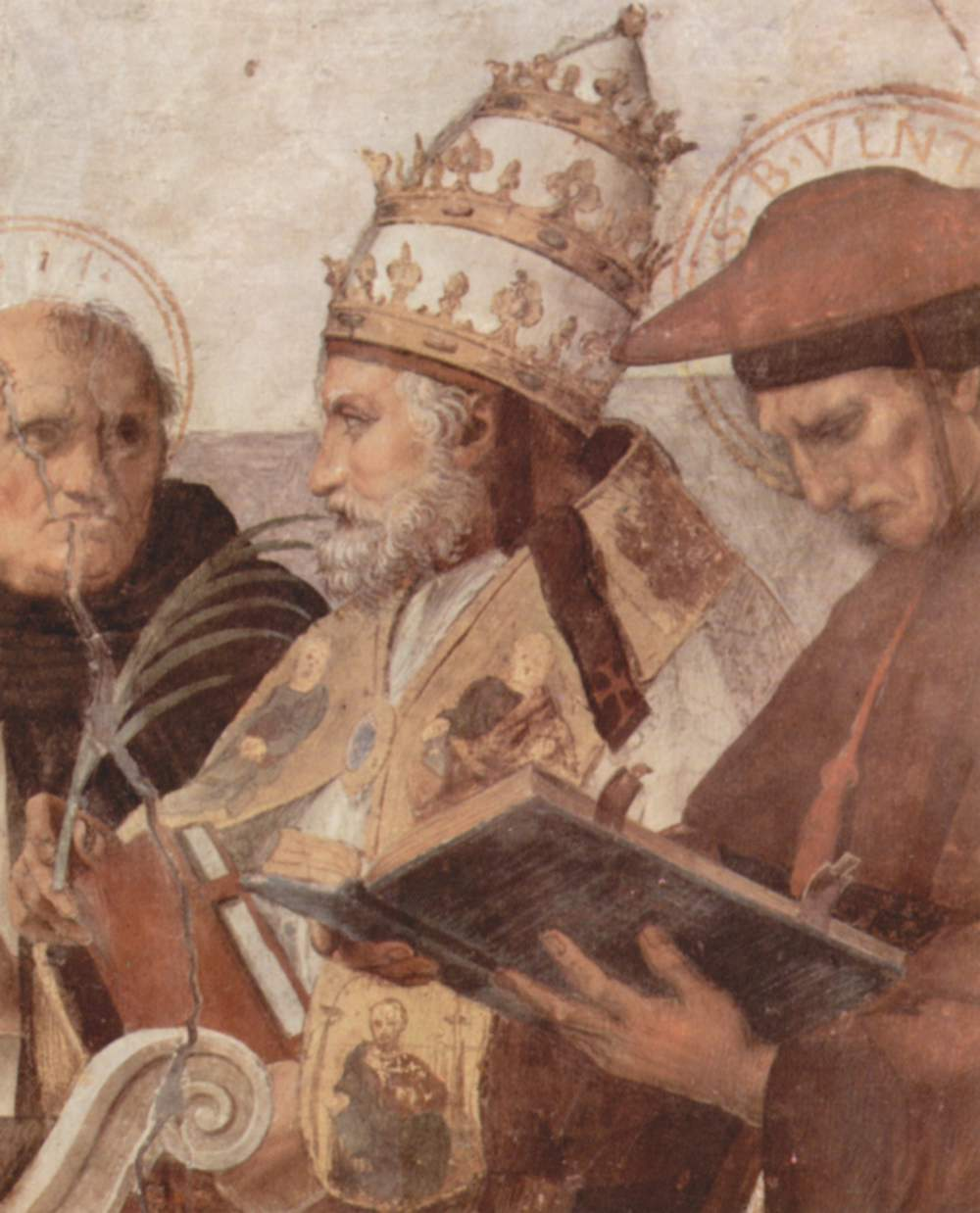
Зображення Юлія ІІ роботи Рафаеля.

4 жовтня 1511 року Юлієм ІІ, імператором Максиміліаном І, Венеційською республікою та Фернандо II Арагонським була створена Священна ліга. Політичною метою її було витіснення французів з Італії. Перші битви закінчилися поразками для Священної Ліги однак Папській державі вдалося завоювати цілі області (див. Італійські війни). Цікавився Папа і східними кордонами християнства. Усвідомлюючи значення Кам'янець-Подільської фортеці на східних межах західноєвропейської цивілізації, Юлій II називав це місто-фортецю «antemurale hristianum» («оплот християнства»). На спорудження стін і башт фортеці він дав кошти. Тому одна з башт Кам'янецької фортеці, споруджена у 1503—1513 pp., має назву Папської.
Для захисту себе та Папської держави Юлій II засновує особисту охорону Швейцарську гвардію. 22 січня 1506 року із швейцарського кантону Урі до Ватикану перебрався загін в кількості 150 чоловік.

### Реформація
У квітні 1527 року у Флоренції розпочалося народне повстання, що відвертало увагу папи від ситуації в італійських князівствах. За підрахунками, на землях італійських князівств блукало до 34 тисяч вояків Карла V. Чужинці з різних країн не почувалися впевнено, генеральну битву відкладали, а платню найманцям затримали. Обурені вояки несподівано згуртувалися й посунули з міста Ареццо до Рима.
Папська столиця виявилася неспроможною протистояти багатотисячному натовпу, бо її захищали лише 5 тисяч ополченців та загін швейцарської гвардії у 189 осіб. До вояків найманців додалися розбійники-італійці з різних куточків Апеннінського півострова, бо в часи війни прийшло зубожіння місцевих мешканців та падіння моралі. 5—6 травня розпочалася облога Рима. Під час обстрілу захисників Рима на фортечних мурах був убитий керівник нападників — француз Шарль де Бурбон, що надихнуло захисників. Можливо, його вбив авантюрист і відомий скульптор Бенвенуто Челліні, про що він особисто повідомив у своєму життєписі.
Григорій XIII прославив своє ім'я, ввівши в усіх католицьких країнах розроблений Луїджі Ліліо та Христофором Клавієм Григоріанський календар. Календар був введений папською буллою Inter gravissimas 24 лютого 1582 року. Реформа календаря ліквідувала десятиденне відставання юліанського календаря по відношенню до сонячного року. Високосні роки, коли місяць лютий нараховує 29 днів, встановлювалися рідше (відтепер не були високосними роки, кратні 100, але не кратні 400, наприклад, 1700, 1800, 1900). Для розуміння змін у календар, підготовки та проведення його реформи Григорій XIII у 1578 році наказав збудувати вежу для астрономічних спостережень і заснував Ватиканську обсерваторію.
Григорій XIII був активним противником Реформації. У 1551 році в Римі Ігнатій Лойола за підтримки Франциска Борджа засновують Scuola di grammatica, d'umanita e dottrina cristiniana ("Школа граматики, гуманітарних наук і християнського вчення "), що був відомий також як Collegium Romanum (Римська колегія), першу школу єзуїтів. У 1584 році папа Григорій XIII урочисто відкриває Collegium Romanum ще раз і на новому місці, та по-особливому підтримує його діяльність. За ці старання у 1873 році папа Пій IX дає назву колегії Pontificia Universitas Gregoriana.
У момент найвищого розквіту на початку XVI ст. Папська держава включала герцогства Падую, П'яченцу, Модену, Романью, Урбіно, Сполето і Кастро, Анконську Марку, а також провінції Болонью, Перуджу й Орвієтано. До 1860 року вона займала 15 774 квадратних милі і налічувала 3 млн жителів. 1860 року, коли останні з папських територій, Романья, Марка та Урбіно, були приєднані до нового королівства Італії, у володінні Папи залишилися тільки місто Рим і провінція Лаціум.

### В складі об'єднаної Італії

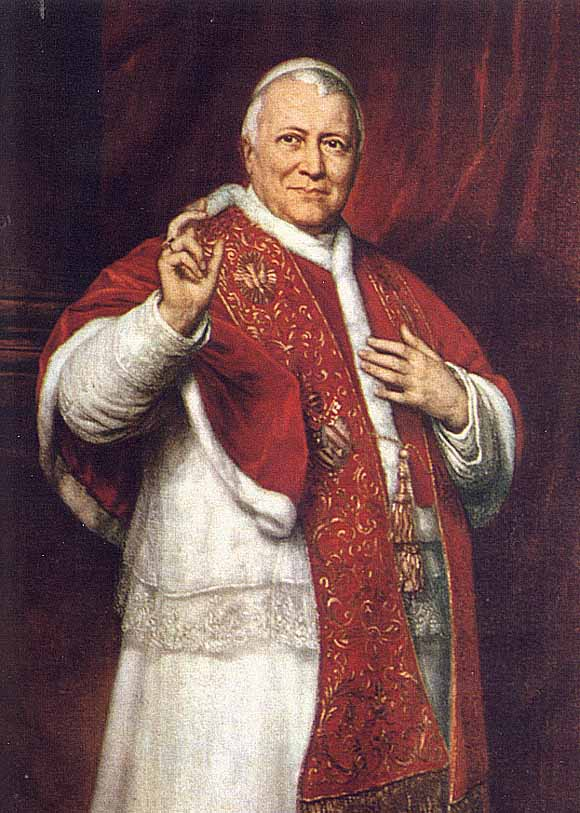
Папа Римський Пій IX (1846—1878)

1861 року італійський політичний діяч Кавур проголосив необхідність перетворення Рима в столицю об'єднаної Італії, і для вирішення цього питання він запропонував формулу «вільна церква у вільній державі», яку відкинула католицька церква.
Переговори провалилися, і 11 вересня 1870 року італійські війська наблизилися до меж Папської держави. Після кількох марних спроб досягти компромісу, вранці 20 вересня війська увійшли в Рим. Французькі війська, які допомагали папі утримувати владу, змушені були залишити Церковну область у зв'язку з франко-прусською війною. У Римі почалися повстання проти теократичного правління. Побоюючись зростання народних повстань, італійський король поспішив взяти Рим. Місто було проголошене столицею Італії, а територія папської держави стала частиною італійського королівства. На початку жовтня населення колишньої папської держави майже одностайно проголосувало за приєднання до Італії. Папська область перестала існувати.
Остаточно «Римське питання» — місце пап та їхнє відношення до Італії було розв'язане лише у 1929 році підписанням Конкордату — так званих Латеранських угод. За ними визначено територію держави Ватикан та її суверенітет.

### Латеранські угоди

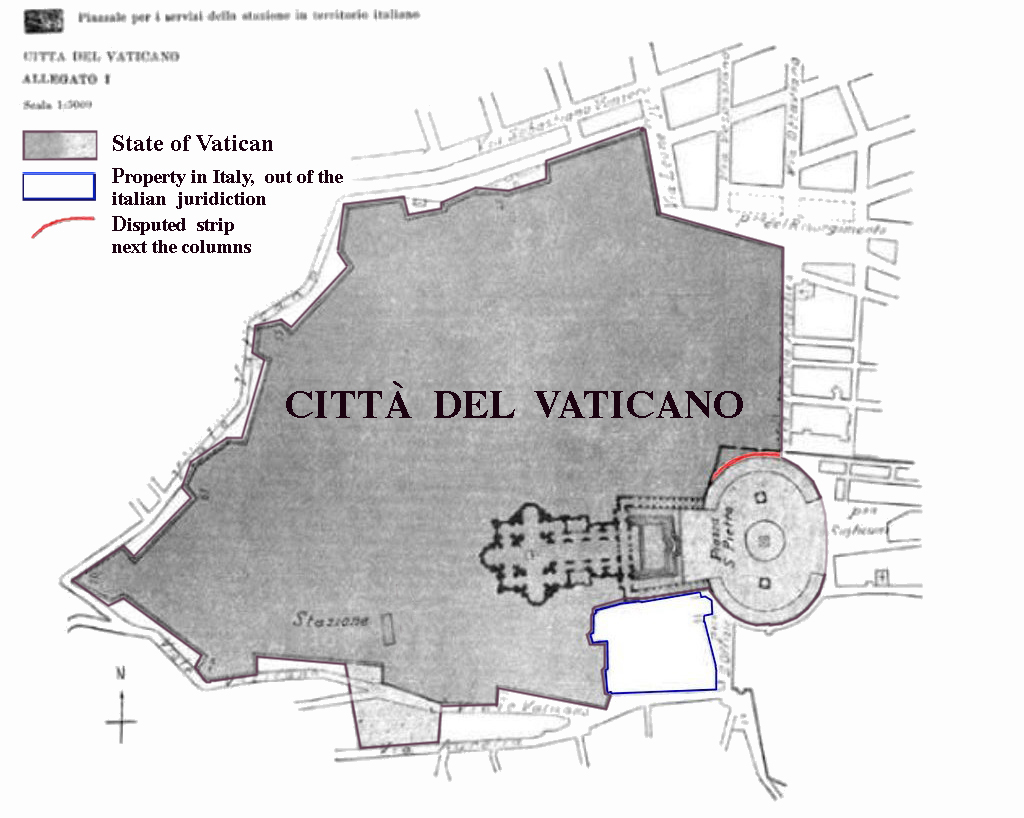
Мапа держави Ватикан (Додаток до Латеранських угод) — темно-сіре забарвлення: ватиканська територія, світло-сіре: ватиканська територія (безпека делегована Італії) червоне:статус неясний

Після окупації Рима італійським рухом за незалежність (Рісорджіменто), 20 вересня 1870 року вирішено розпустити Папську державу і створити італійську національну державу. Управління церкви орієнтовано було з цієї дати лише на Ватикан, де де-факто був також і суверенітет папи. Пропоновані обмеження суверенітету італійським королем Вітторіо Емануїлос II папа Пій IX відхилив у травні 1871 року. Із суто правової точки зору папа — і з ним вся Курія — до укладення договорів були звичайними підданими Королівства Італія, мали платити податки і в разі виникнення суперечки відповідати в італійському суді. Статус папського нунція за кордоном був неясним. Крім того, питання чи може Ватикан укладати договори (конкордати) з іншими країнами було неясне. Ці умови були для папи, як глави мільйонів католиків, неприйнятними. Римське питання майже шість десятиліть лишалося невирішене. Рішення було укладено тільки з фашистською державою. Муссоліні був зацікавлений у примиренні з Католицькою церквою, щоб надати легітимності фашизму нові державні і громадські форми. Франческо Пачеллі, брат покійного папи Пія XII, вів протягом трьох місяців переговорів з Муссоліні. Було знайдено в цілому близько 20 варіантів тексту та був розроблений остаточної форми договір. Мета була — точна міра папської території.
оговір складається з трьох частин:
- 1. Договір примирення — передбачає створення незалежної держави Ватикан як суверенної держави. Крім того, давалися італійські урядові гарантії в цій частині договору про незалежність і суверенітет Святого Престолу як суб'єкта в міжнародному праві. Своєю чергою, Святий Престол відмовився від території колишньої Папської Держави і Рим визнано резиденцією італійського уряду.
- 2. Конкордат — регулює відносини між італійською державою з італійською церквою в релігійних і цивільних справах.
- 3. Фінансова конвенція — передбачає відшкодування італійської держави Святому Престолу втрати майна 1870 року. Серед іншого — Святійшому Престолу надано компенсацію в розмірі 1,75 млрд лір. Крім того, угода містить один додаток карт парафований обома сторонами, і визначає близько 44 акрів області Ватикану.

Після укладення договору в нього внесено ряд додатків. Серед них Додаток про додаткові території, що перебували під суверенітетом Святого Престолу (серед іншого, передавач радіо Ватикану в Санта Марія ді Галерія).

### Хронологія
- 754.04.14: франкський король Піпін III Короткий надає римським папам область з центром в Римі (Папську державу) в тимчасове користування (Дар Піпіна)[8].
- 756, 774: підтвердження надання[8].
- 781: кодифікація надання[8].
- 846.08.28: араби грабують Рим[8].
- 883 — 915.06: араби засновують колонію біля міста Мінтурно, неподалік річки Гарільяно[8].
- 962.02.13: Оттонський привілей; імператор Оттон I підтвердив папі Івану XII дар Піпіна[8].
- 1054.07.16: Велика Схизма; розкол Церкви Христової на Західну (Католицьку, латинського обряду) і Східну (Схизматичну, грецького обряду)[8].
- 1084.05.28 — 06: нормани грабують Рим[8].
- 1177.07.24: згідно з Венеційським договором імператор Фрідріх I Барбаросса визнає тимчасові права папи керувати Римом[8].
- 1198: Папська держава анексує Сполетське герцогство (у 1222 — 1228 роках тимчасово під владою Священної Римської імперії)[8].
- 1309.03.09 — 1377.01.17: Авіньйонський полон пап[8].
- 1347.05.20 — 12.15: Кола ді Рієнцо стає трибуном і намагається відродити Римську Республіку[8].
- 1357.06.20 — 1378.10.22: Папська держава анексує Чезену[8].
- 1378.09.20 — 1403.03.12: Західна Схизма; протистояння римських пап із авіньйонськими антипапами[8].
- 1434.05.29 — 10.25: повстанці в Римі проголошують Римську Республіку[8].
- 1463.09.25: Папська держава анексує Фаноську сеньйорію (підтверджено 1520.02.03)[8].
- 1465.11.20: Папська держава повторно анексує Чезену[8].
- 1494.12.31 — 1495.01.28: французи окуповують Рим[8] (Італійська війна (1494–1495)).
- 1504: Папська держава повторно анексує Морський Пентаполь[8].
- 1504.04.07: Папська держава анексує Форлі[8].
- 1504.12.26: Папська держава анексує Імолу[8].
- 1509.05.21: Папська держава анексує Равенну[8].
- 1509.05: Папська держава анексує Фаенцу[8].
- 1520.02.03: Папська держава анексує Фермоську сеньйорію[8].
- 1527.05.06: війська Священної Римської імперії грабують Рим[8].
- 1528.06.17: Папська держава повторно приєднує Риміні[8].
- 1554: Папська держава повторно приєднує Перуджу[8].
- 1598.01.16 —  1796.10.01: Папська держава анексує Феррарське герцогство[9].
- 1692.07.22: папська булла Romanum decet Pontificem забороняє непотизм[8].
- 1798.02.10 — 11.27: французи окуповують Рим[8].
- 1798.02.15: Римське повстання; проголошено Римську Республіку[8].
- 1798.11.27 — 12.12: неаполітанці окуповують Рим[8].
- 1799.07.11 — 09.28: французи окуповують Рим[8].
- 1799.09.30 — 1800.07.03: неаполітанці окуповують Рим[8].
- 1800.07.03: відновлено Папську державу[8].
- 1807.11: Франція окупує провінції Урбіно, Мачерата, Фермо і Сполето[8].
- 1808.05.11: Італійське королівство анексує Папську державу[8].
- 1809.02.02 — 05.17: французи окуповують Рим, Лаціо й Умбрію[8].
- 1809.05.17: Франція анексує Папську державу, яку ділить на Тібрський (з 1810 — Римський) і Трасіменський департаменти[8].
- 1810.02.17: Рим проголошено другою столицею Французької імперії[8].
- 1814.01.19: неаполітанці окуповують Рим[8].
- 1814.03.14: відновлено Папську державу[8].
- 1815.03.22: неаполітанці окуповують Рим[8].
- 1815.05.22: австрійці окуповують Рим[8].
- 1815.06.07: відновлено Папську державу[8].
- 1870.09.20: війська Італійського королівства під проводом Раффаеле Кадорни здобули Рим і завершили об'єднання Італії. Папська держава де-факто перестала існувати[10].

## Державний устрій

### Папи
92. Стефан II (752—757)
93. Павло I (757—767)
94. Стефан III (767—772)
95. Адріан I (772—795)
96. Лев III (795—816)
97. Стефан IV (816—817)
98. Пасхалій I (817—824)
99. Євгеній II (824—827)
100. Валентин (827)
101. Григорій IV (827—844)
102. Сергій II (844—847)
103. Лев IV (847—855)
104. Бенедикт III (855—858)
105. Миколай I (858—867)
106. Адріан II (867—872)
107. Іван VIII (872—882)
108. Марин I (882—884)
109. Адріан III (884—885)
110. Стефан V (885—891)
111. Формоз (891—896)
112. Боніфацій VI (896)
113. Стефан VI (896—897)
114. Роман (897)
115. Теодор II (897)
116. Іван IX (898—900)
117. Бенедикт IV (900—903)
118. Лев V (903)
119. Сергій III (904—911)
120. Анастасій III (911—913)
121. Ландон (913—914)
122. Іван X (914—928)
123. Лев VI (928)
124. Стефан VII (928—931)
125. Іван XI (931—935)
126. Лев VII (936—939)
127. Стефан VIII (939—942)
128. Марин II (942—946)
129. Агапіт II (946—955)
130. Іван XII (955—964)
131. Бенедикт V (964)
132. Лев VIII (964—965)
133. Іван XIII (965—972)
134. Бенедикт VI (973—974)
135. Бенедикт VII (974—983)
136. Іван XIV (983—984)
137. Іван XV (985—996)
138. Григорій V (996—999)
139. Сильвестр II (999—1003)
140. Іван XVII (1003)
141. Іван XVIII (1003—1009)
142. Сергій IV (1009—1012)
143. Бенедикт VIII (1012—1024)
144. Іван XIX (1024—1032)
145. Бенедикт IX (1034—1044)
146. Сильвестр III (1045)
147. Бенедикт IX (1045—1046)
148. Григорій VI (1046)
149. Климент II (1046—1047)
150. Бенедикт IX (1047—1048)
151. Дамасій II (1048)
152. Лев IX (1049—1054)
153. Віктор II (1055—1057)
154. Стефан IX (1057—1058)
155. Миколай II (1058—1061)
156. Олександр II (1061—1073)
157. Григорій VII (1073—1085)
158. Віктор III (1086—1087)
159. Урбан II (1088—1099)
160. Пасхалій II (1099—1118)
161. Геласій II (1118—1119)
162. Калікст II (1119—1124)
163. Гонорій II (1124—1130)
164. Інокентій II (1130—1143)
165. Целестин II (1143—1144)
166. Луцій II (1144—1145)
167. Євгеній III (1145—1153)
168. Анастасій IV (1153—1154)
169. Адріан IV (1154—1159)
170. Олександр III (1159—1181)
171. Луцій III (1181—1185)
172. Урбан III (1185—1187)
173. Григорій VIII (1187)
174. Климент III (1187—1191)
175. Целестин III (1191—1198)
176. Іннокентій III (1198—1216)
177. Гонорій III (1216—1227)
178. Григорій IX (1227—1241)
179. Целестин IV (1241—1243)
180. Іннокентій IV (1243—1254)
181. Олександр IV (1254—1261)
182. Урбан IV (1261—1264)
183. Климент IV (1265—1268)
184. Григорій X (1271—1276)
185. Інокентій V (1276)
186. Адріан V (1276)
187. Іван XXI (1276—1277)
188. Миколай III (1277—1280)
189. Мартин IV (1281—1285)
190. Гонорій IV (1285—1287)
191. Миколай IV (1288—1292)
192. Целестин V (1294)
193. Боніфацій VIII (1294—1303)
194. Бенедикт XI (1303—1304)
195. Климент V (1305—1314)
196. Іван XXII (1316—1334)
197. Бенедикт XII (1334—1342)
198. Климент VI (1342—1352)
199. Інокентій VI (1352—1362)
200. Урбан V (1362—1370)
201. Григорій XI (1370—1378)
202. Урбан VI (1378—1389)
203. Боніфацій IX (1389—1404)
204. Інокентій VII (1404—1406)
205. Григорій XII (1406—1415)
206. Мартин V (1417—1431)
207. Євгеній IV (1431—1447)
208. Миколай V (1447—1455)
209. Калікст III (1455—1458)
210. Пій II (1458—1464)
211. Павло II (1464—1471)
212. Сікст IV (1471—1484)
213. Інокентій VIII (1484—1492)
214. Олександр VI (1492—1503)
215. Пій III (1503)
216. Юлій II (1503—1513)
217. Лев X (1513—1521)
218. Адріан VI (1522—1523)
219. Климент VII (1523—1534)
220. Павло III (1534—1549)
221. Юлій III (1549—1555)
222. Марцелл II (1555)
223. Павло IV (1555—1559)
224. Пій IV (1559—1565)
225. Пій V (1566—1572)
226. Григорій XIII (1572—1585)
227. Сікст V (1585—1590)
228. Урбан VII (1590)
229. Григорій XIV (1590—1591)
230. Інокентій IX (1591)
231. Климент VIII (1592—1605)
232. Лев XI (1605)
233. Павло V (1605—1621)
234. Григорій XV (1621—1623)
235. Урбан VIII (1623—1644)
236. Інокентій X (1644—1655)
237. Олександр VII (1655—1667)
238. Климент IX (1667—1669)
239. Климент X (1670—1676)
240. Інокентій XI (1676—1689)
241. Олександр VIII (1689—1691)
242. Інокентій XII (1691—1700)
243. Климент XI (1700—1721)
244. Інокентій XIII (1721—1724)
245. Бенедикт XIII (1724—1730)
246. Климент XII (1730—1740)
247. Бенедикт XIV (1740—1758)
248. Климент XIII (1758—1769)
249. Климент XIV (1769—1774)
250. Пій VI (1775—1799)
251. Пій VII (1800—1823)
252. Лев XII (1823—1829)
253. Пій VIII (1829—1830)
1831—1846: Григорій XVI
1846—1878: Пій IX

### Уряд
- Римська Курія

### Військо
Збройні сили Папської держави складалися з добровольців і найманців, включаючи католицькі чернечо-лицарські ордени.
1506 року була сформована Швейцарська гвардія (розпущена як військовий підрозділ 1970 року, але продовжує служити як церемоніальний підрозділ у Ватикані, і як охоронна сила Папи).

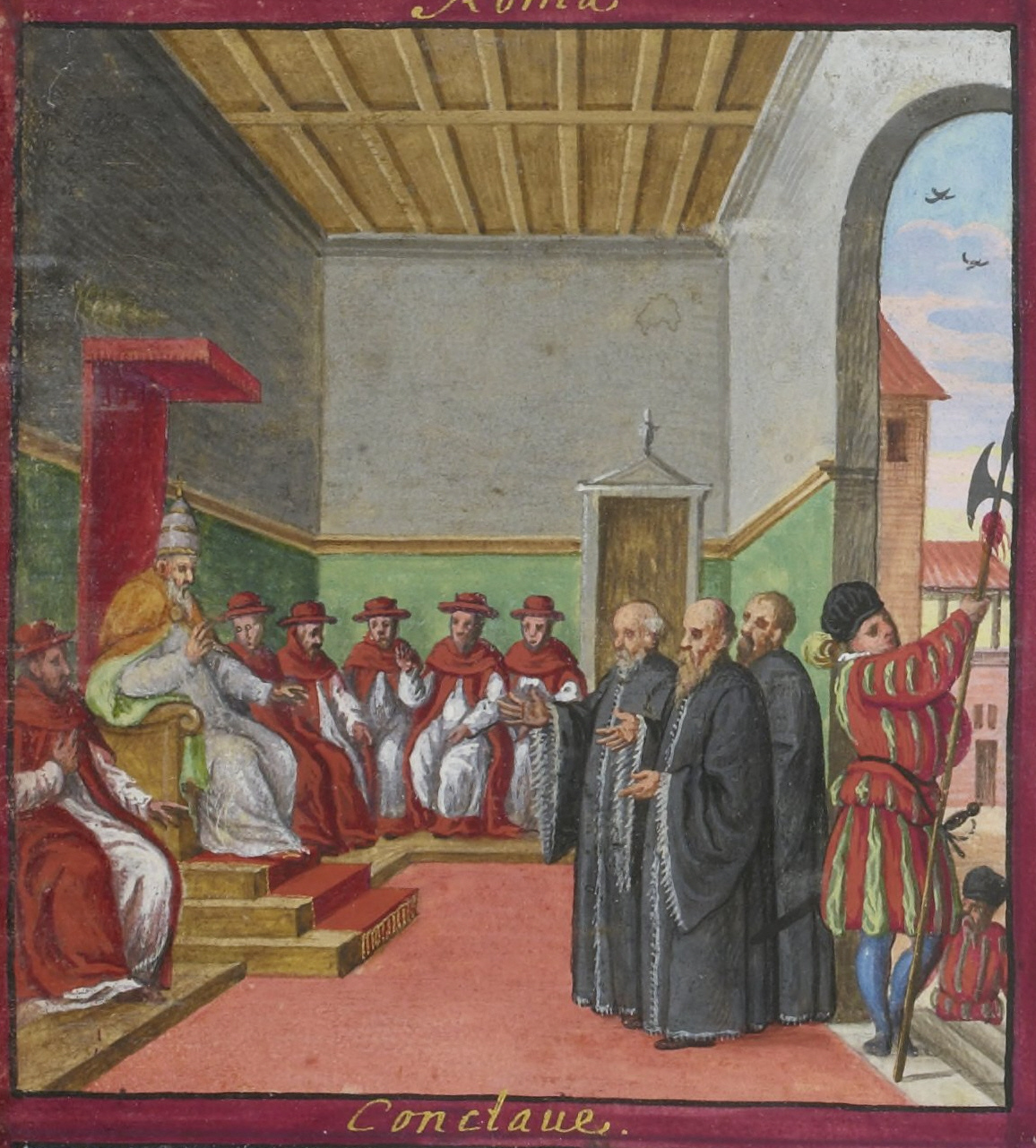
Швейцарський гвардієць (1578)
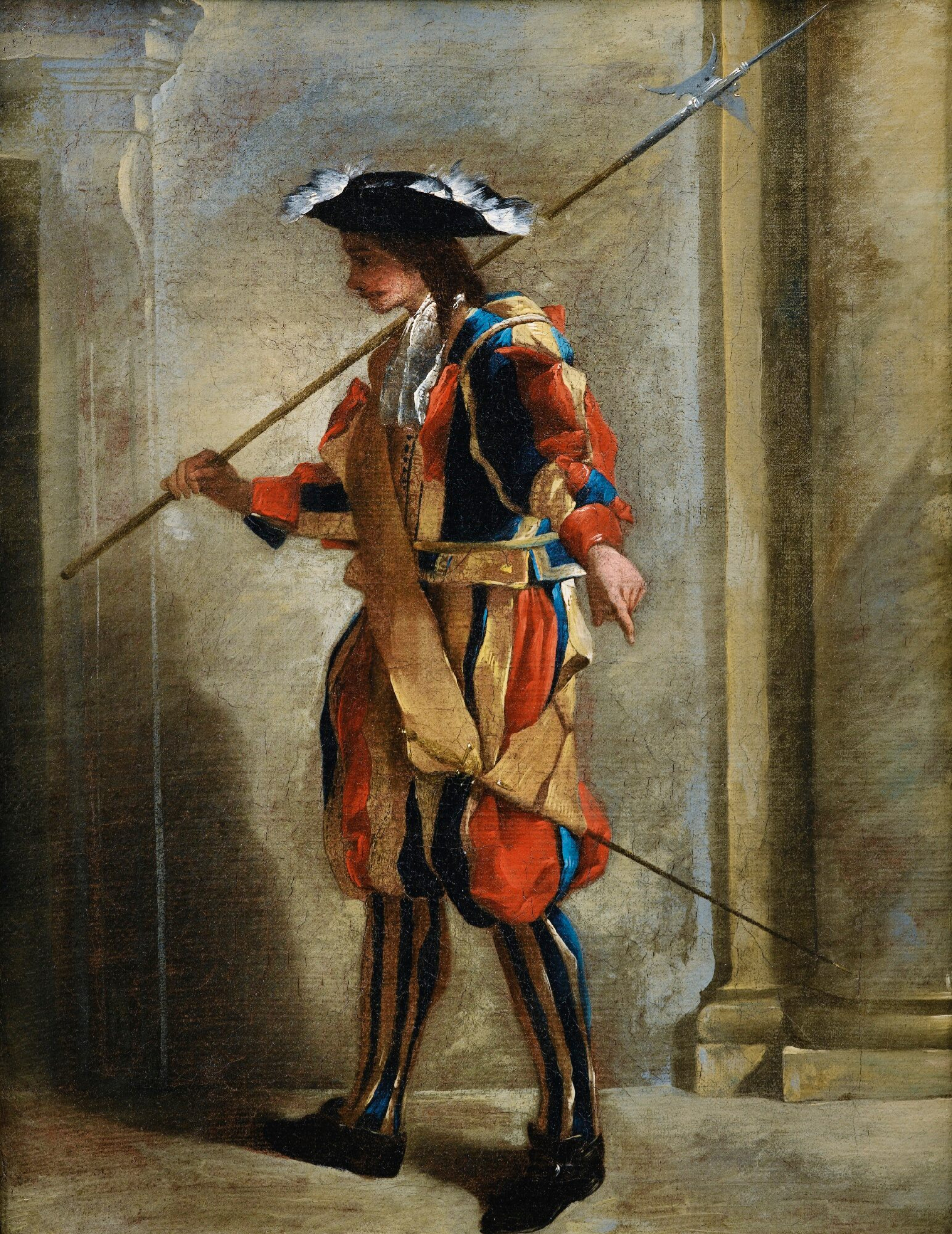
Швейцарський гвардієць (1762)
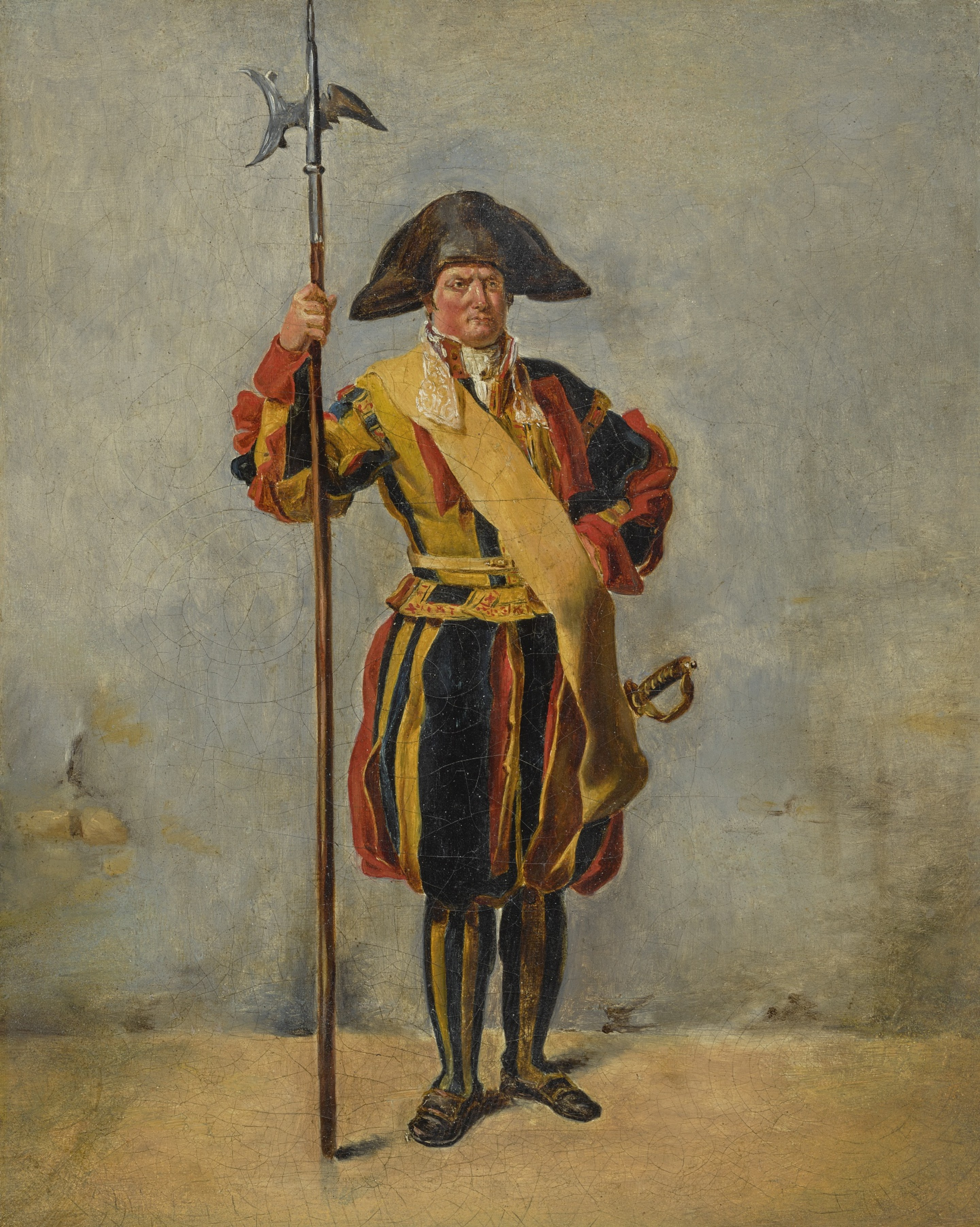
Швейцарський гвардієць (1812)
Швейцарський гвардієць (1838)

У 1801 році була сформована Шляхетна гвардія (розпущена 1970)
У 1860—1870 роках папська армія (італ. Esercito Pontificio) складалася з 2 полків італійської піхоти, набраної на місцевому рівні, 2 швейцарських полків і батальйону ірландських добровольців, а також артилерії та драгунів.
1861 року в Папській державі існував міжнародний католицький добровольчий корпус. Його члени називалися папськими зуавами. Вони були сформовані за зразком французької алжирської піхоти (зуавів). Корпус складався з голландських, французьких і бельгійських добровольців. Частина брала участь в боях проти червоносорочечників Гарібальді, італійських націоналістів та нарешті, військ щойно об'єднаної Італії.
Папська армія була розпущена в 1870 році. Від неї залишили лише Палатинську гвардія, розпущену 1970 року
Також зберігався невеликий папський флот (Військово-морські сили Папської держави), який базувався в Чівітавекк'я на західному узбережжі та в Анконі на східному. Після падіння Папської області в 1870 році останні кораблі флотилії були відправлені до Франції, де вони були продані після смерті Пія IX.

### Адміністративний поділ

Провінції Папської держави (1850)

- Аконська провінція (Provincia di Ancona)
- Асколі-Піченська провінція (Provincia di Ascoli Piceno)
- Болонська провінція (Provincia di Bologna)
- Мачератська провінція (Provincia di Macerata)
- Пезаро-Урбінська провінція (Provincia di Pesaro e Urbino)
- Перуджівська провінція (Provincia di Perugia)
- Равеннська провінція (Provincia di Ravenna)
- Римська провінція (Provincia di Roma)
- Ферраська провінція (Provincia di Ferrara)
- Форлівська провінція (Provincia di Forlì)

### Монографії
- Demarco, Domenico. Il tramonto dello Stato Pontificio Torino. Giulio Einaudi editore, 1949.

### Довідники
- Schnürer, Gustav.States of the Church // The Catholic Encyclopedia. New York: Robert Appleton Company, 1912.
- Державно-церковні відносини // Юридична енциклопедія : [у 6 т.] / ред. кол.: Ю. С. Шемшученко (відп. ред.) [та ін.]. — К. : Українська енциклопедія ім. М. П. Бажана, 1998. — Т. 2 : Д — Й. — 744 с. — ISBN 966-7492-00-8.
- Папська область // Юридична енциклопедія : [у 6 т.] / ред. кол.: Ю. С. Шемшученко (відп. ред.) [та ін.]. — К. : Українська енциклопедія ім. М. П. Бажана, 2002. — Т. 4 : Н — П. — 720 с. — ISBN 966-7492-04-4.